# Spider-Man: Mysterio’s Menace
Spider-Man: Mysterio’s Menace ist ein Videospiel, das auf Spider-Man aus den Marvel Comics basiert.

## Spielprinzip
Spider-Man: Mysterio’s Menace ist ein Actionspiel. Das Spiel hat sieben Level. In jedem Level gibt es einen Endgegner. Der Spieler kann zunächst zwischen drei Spielabschnitten wählen, von denen jeder nach Abschluss ein weiteres Level freischaltet. Das Spiel ermöglicht dem Spieler, frei im Netz zu schwingen, mit verschiedenen Schlägen und Tritten anzugreifen und mit dem Netz auf Feinde zu schießen. Außerdem kann der Spieler Upgrades sammeln, um die Stärke und Gesundheit von Spider-Man zu verbessern.

## Veröffentlichung
Das Spiel wurde von Vicarious Visions entwickelt und von Activision veröffentlicht. In den Vereinigten Staaten kam das Spiel am 18. September 2001 raus. Am 21. September 2001 erschien das Spiel in Europa und am 26. April 2002 in Japan.

## Rezeption
Spider-Man: Mysterio’s Menace erhielt gute Kritiken. Laut Metacritic bekam das Spiel 84/100 Punkten. Famitsu gab dem Spiel 28 von 40 Punkten.